# Defensismo
El defensismo fue el nombre que recibió la postura de la mayoría de los dirigentes socialistas ante el estallido de la Primera Guerra Mundial. Abandonando la Segunda Internacional, decidieron apoyar los esfuerzos bélicos de sus respectivos países. Los contrarios a esta postura, minoritarios, acusaron a los defensistas de estar equivocados y traicionar a las clases trabajadoras que pretendían defender.

## Defensismo en Rusia

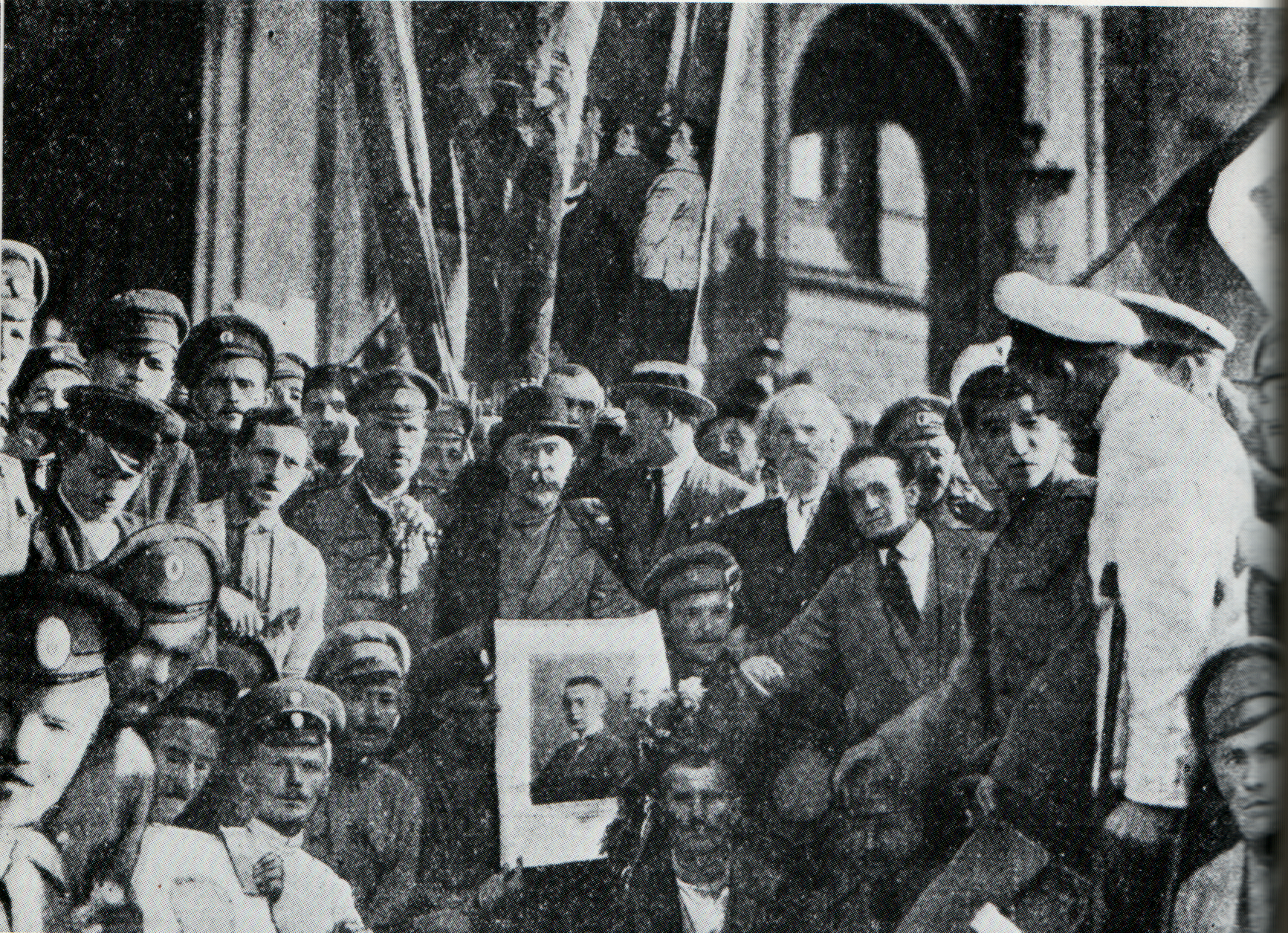
Manifestación a favor de la Ofensiva de Kérenski a las puertas del Ministerio de Defensa ruso en junio de 1917. En el centro, los socialistas rusos Gueorgui Plejánov y Lev Deich.

Tras la Revolución de Febrero, parte de los socialistas que habían mantenido una postura cercana a los internacionalistas de la Conferencia de Zimmerwald se convirtieron en defensistas, conocidos como «defensistas revolucionarios». Ya desde el comienzo de la contienda, la actitud frente a la guerra había dividido a los socialistas rusos, contándose entre ellos defensistas «puros», en contraposición a los posteriores «defensistas revolucionarios».
Los defensistas rusos abogaban por la firma de una paz internacional, basada en los principios socialistas de la Segunda Internacional, pero se oponían a la retirada unilateral de Rusia de los combates, considerándolo perjudicial para los intereses nacionales rusos. Trataron de conjugar lo que consideraban intereses de la nación con sus objetivos socialistas. Un portavoz destacado del llamado "defensismo revolucionario" fue el dirigente menchevique Irakli Tsereteli. Su postura durante la revolución de 1917 abogaba por mantener el frente contra los alemanes de cara procurar un acuerdo de paz sin anexiones ni indemnizaciones, que permitiese, al mismo tiempo, el sostenimiento del proceso revolucionario abierto en Rusia.   